# Châtillon-sur-Morin
Pour les articles homonymes, voir Châtillon et Morin.
 (janvier 2009).
Châtillon-sur-Morin est une commune française, située dans le département de la Marne en région Grand Est.

## Géographie
|                        | Esternay            |                      |
| Escardes               | Châtillon-sur-Morin | Le Meix-Saint-Epoing |
| Les Essarts-le-Vicomte | La Forestière       |                      |

### Hydrographie

#### Réseau hydrographique
La commune est dans la région hydrographique « la Seine de sa source au confluent de l'Oise (exclu) » au sein du bassin Seine-Normandie. Elle est drainée par le Grand Morin, le cours d'eau 01 de la commune du Meix-Saint-Epoing, le cours d'eau 01 de l'Étang des Chênes, le Fossé 01 de le Fossé aux Fées, le Fossé 01 de la Grande Noue des Préaux, le Fossé 01 de l'Abbaye, le Fossé 01 des Bois Communaux de la Forestière, le Fossé 01 du Buisson de Seu, le Fossé 01 du Pont Neuf, le Fossé 02 de la Grande Noue des Préaux, le ru des Larrons et divers bras des Pierres,.
Le Grand Morin, d'une longueur de 118 km, prend sa source dans la commune de Lachy et se jette  dans la Marne à Condé-Sainte-Libiaire, après avoir traversé 37 communes. 

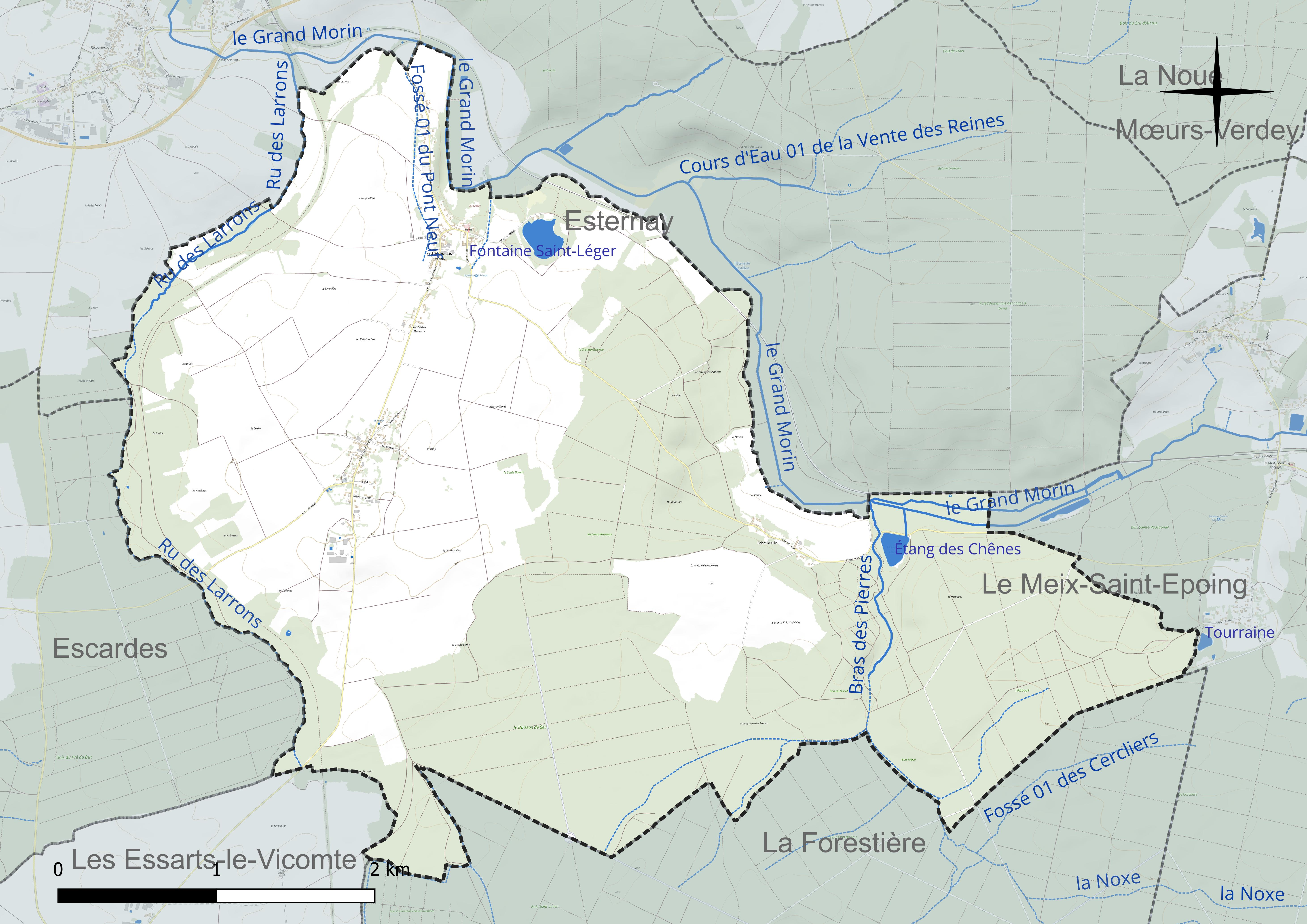
Réseau hydrographique de Châtillon-sur-Morin.

Deux plans d'eau complètent le réseau hydrographique : la fontaine Saint-Léger (4,3 ha) et l'étang des Chênes (2,5 ha),.

#### Gestion et qualité des eaux
Le territoire communal est couvert par le schéma d'aménagement et de gestion des eaux (SAGE) « Petit et Grand Morin ». Ce document de planification concerne le territoire des bassins versants du Petit Morin (630 km2) et du Grand Morin (1 185 km2) et se répartit sur trois départements (la Marne, l'Aisne et la Seine-et-Marne). Il a été approuvé le 21 octobre 2016. La structure porteuse de l'élaboration et de la mise en œuvre est le Syndicat mixte d'aménagement et de gestion des eaux (SMAGE) - EPAGE. 
La qualité des cours d’eau peut être consultée sur un site dédié géré par les agences de l’eau et l’Agence française pour la biodiversité. 

### Climat
Pour des articles plus généraux, voir Climat du Grand Est et Climat de la Marne.
En 2010, le climat de la commune est de type climat océanique dégradé des plaines du Centre et du Nord, selon une étude du Centre national de la recherche scientifique s'appuyant sur une série de données couvrant la période 1971-2000. En 2020, Météo-France publie une typologie des climats de la France métropolitaine dans laquelle la commune est exposée à un climat océanique altéré et est dans la région climatique  Nord-est du bassin Parisien, caractérisée par un ensoleillement médiocre, une pluviométrie moyenne régulièrement répartie au cours de l’année et un hiver froid (3 °C). 
Pour la période 1971-2000, la température annuelle moyenne est de 10,3 °C, avec une amplitude thermique annuelle de 15,3 °C. Le cumul annuel moyen de précipitations est de 773 mm, avec 11,5 jours de précipitations en janvier et 8,1 jours en juillet. Pour la période 1991-2020, la température moyenne annuelle observée sur la station météorologique de Météo-France la plus proche, « Esternay-Man », sur la commune d'Esternay à 3 km à vol d'oiseau, est de 10,9 °C et le cumul annuel moyen de précipitations est de 780,5 mm. 
La température maximale relevée sur cette station est de 42,5 °C, atteinte le 25 juillet 2019 ; la température minimale est de −25 °C, atteinte le 14 février 1956,,. 
Les paramètres climatiques de la commune ont été estimés pour le milieu du siècle (2041-2070) selon différents scénarios d'émission de gaz à effet de serre à partir des nouvelles projections climatiques de référence DRIAS-2020. Ils sont consultables sur un site dédié publié par Météo-France en novembre 2022.

## Urbanisme

### Typologie
Au 1er janvier 2024, Châtillon-sur-Morin est catégorisée commune rurale à habitat dispersé, selon la nouvelle grille communale de densité à sept niveaux définie par l'Insee en 2022.
Elle est située hors unité urbaine et hors attraction des villes,.

### Occupation des sols
L'occupation des sols de la commune, telle qu'elle ressort de la base de données européenne d’occupation biophysique des sols Corine Land Cover (CLC), est marquée par l'importance des forêts et milieux semi-naturels (55,4 % en 2018), une proportion identique à celle de 1990 (55,4 %). La répartition détaillée en 2018 est la suivante : 
forêts (55,3 %), terres arables (40,7 %), zones urbanisées (3,1 %), prairies (0,8 %), milieux à végétation arbustive et/ou herbacée (0,1 %). L'évolution de l’occupation des sols de la commune et de ses infrastructures peut être observée sur les différentes représentations cartographiques du territoire : la carte de Cassini (XVIIIe siècle), la carte d'état-major (1820-1866) et les cartes ou photos aériennes de l'IGN pour la période actuelle (1950 à aujourd'hui).

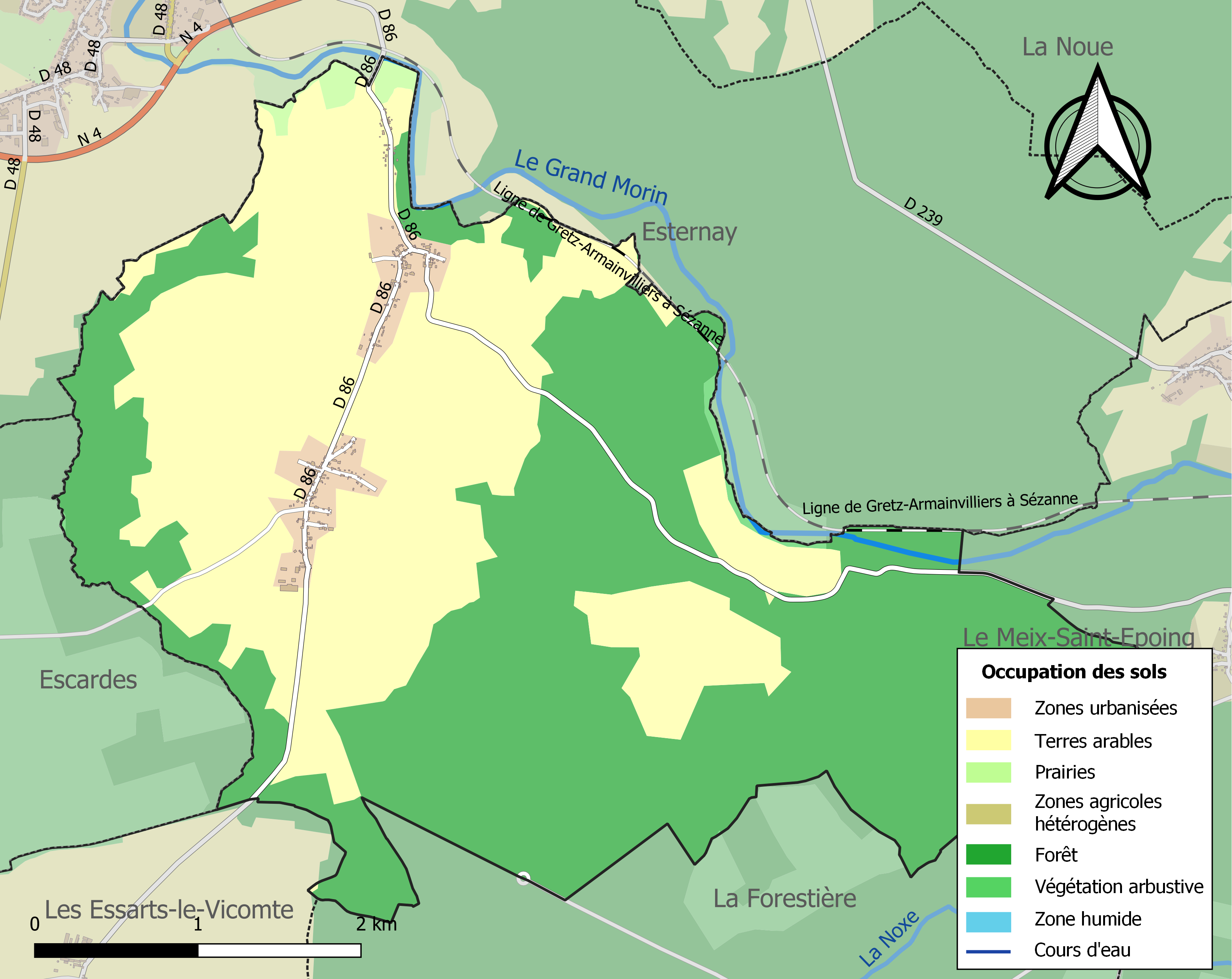
Carte des infrastructures et de l'occupation des sols de la commune en 2018 (CLC).

## Toponymie
Le nom de la localité est attesté sous les formes Castellio (1196) ; Castellum (1218) ; Chastelon (vers 1222) ; Castellio super Morein (vers 1240) ; Castellio supra Moram (1276) ; Chatillon (1287) ; Chastelun (1298) ; Chasteillon (vers 1300) ; Chasteillon-sur-Morain (1339) ; Castelleo subtus Morain (1381) ; Chastillon-sur-Morin (1411) ; Castellum subtus Moram (1443) ; Castalio (1457) ; Castellio supra Mucram (1569).

Châtillon serait un dérivé, sans doute mérovingien, du bas latin castellum, diminutif de castrum, accompagné du suffixe -ionem. Castrum désigne d’abord tous les types de forteresse, depuis le simple donjon jusqu’à l’enceinte urbaine, puis se spécialise dans le sens de « château fort » et se réduit ensuite à celui de « grande maison de plaisance ».
Le Grand Morin passe au nord du territoire de la commune.

## Histoire

### Châtillon-sur-Morin
Pendant la 1ère guerre mondiale Châtillon-sur-Morin a été le théâtre d'une des cinq batailles de la Batailles de la Marne : la Bataille des Deux Morins.

### Bricot-la-Ville ou Bricot-aux-Nonains
Commune indépendante jusqu'en 1883, le Bricot était le siège d'une congrégation de sœurs bénédictines, l'abbaye Notre-Dame-des-Bois, fondée vers 1150. Édouard André en a retracé l'histoire qui consiste surtout en une série de procès entre l'abbaye et les seigneurs locaux.  Les guerres de religion la menacent et les huguenots lui causent de tels dégâts qu'à la fin XVIe siècle, les bâtiments tombent complètement en ruines et ses revenus finissent d’être dissipés par l'abbesse Charlotte le Boulanger. La situation du lieu ne parait pas assez sûre pour autoriser une reconstruction, reconnue indispensable, et l'abbesse Paule de Guédon entame avec la ville de Sézanne des négociations pour venir s'y installer. L'abbaye de Bricot est démolie en 1653-1654. Seule subsiste aujourd’hui, la chapelle datant du Moyen Âge.
Le 25 février 1734, J. B. Baronnet, prêtre du diocèse de Reims, depuis quinze ans curé du Bricot et de l'abbaye, du diocèse de Troyes, déclare son adhésion à l'Appel du 1er mars 1717 lancé par Jean Soanen, évêque de Senez, contre la bulle Unigenitus qui dénonçait le jansénisme.
L'étang du Bricot, selon la mémoire populaire locale, a été la place du marché à l'époque où le Bricot était un village.

## Politique et administration
| Période | Période  | Identité    | Étiquette | Qualité |
| ------- | -------- | ----------- | --------- | ------- |
|         |          |             |           |         |
| 1971    | En cours | Émile Paris |           |         |

## Démographie
L'évolution du nombre d'habitants est connue à travers les recensements de la population effectués dans la commune depuis 1793. Pour les communes de moins de 10 000 habitants, une enquête de recensement portant sur toute la population est réalisée tous les cinq ans, les populations de référence des années intermédiaires étant quant à elles estimées par interpolation ou extrapolation. Pour la commune, le premier recensement exhaustif entrant dans le cadre du nouveau dispositif a été réalisé en 2006.

En 2022, la commune comptait 208 habitants, en évolution de −2,35 % par rapport à 2016 (Marne : −1,19 %, France hors Mayotte : +2,11 %).
| 1793 | 1800 | 1806 | 1821 | 1831 | 1836 | 1841 | 1846 | 1851 |
| ---- | ---- | ---- | ---- | ---- | ---- | ---- | ---- | ---- |
| 250  | 281  | 307  | 284  | 303  | 337  | 338  | 341  | 377  |

| 1856 | 1861 | 1866 | 1872 | 1876 | 1881 | 1886 | 1891 | 1896 |
| ---- | ---- | ---- | ---- | ---- | ---- | ---- | ---- | ---- |
| 373  | 407  | 385  | 323  | 317  | 312  | 323  | 315  | 315  |

| 1901 | 1906 | 1911 | 1921 | 1926 | 1931 | 1936 | 1946 | 1954 |
| ---- | ---- | ---- | ---- | ---- | ---- | ---- | ---- | ---- |
| 282  | 296  | 287  | 259  | 268  | 290  | 235  | 232  | 206  |

| 1962 | 1968 | 1975 | 1982 | 1990 | 1999 | 2006 | 2011 | 2016 |
| ---- | ---- | ---- | ---- | ---- | ---- | ---- | ---- | ---- |
| 202  | 166  | 131  | 135  | 155  | 163  | 185  | 189  | 213  |

| 2021 | 2022 | - | - | - | - | - | - | - |
| ---- | ---- | - | - | - | - | - | - | - |
| 213  | 208  | - | - | - | - | - | - | - |

## Culture locale et patrimoine

### Lieux et monuments
- Église Saint-Léger à Chatillon-sur-Morin : elle date des XIIe, XIIIe, XVe et XVIe siècles. C'est un subtil mélange d’art roman et gothique. Ouverture tous les jours de 9 h à 18 h.

## Héraldique
| Blason de Châtillon-sur-Morin | Blason  | D'argent au lion de sable; chapé: de sinople à un crosseron d'or à dextre et d'une tour du même à senestre, ouverte, ajourée et maçonnée de sable; le tout au chef d'azur chargé d'une gerbe de blé accostée de deux cerfs passants affrontés et soutenu d'une jumelle potencée contre potencée, le tout d'or. |
| Blason de Châtillon-sur-Morin | Détails | Créé par JF Binon.Site Internet de la commune, 2020. |